# Parallaxis
Parallaxis är ett släkte av insekter. Parallaxis ingår i familjen dvärgstritar.
Kladogram enligt Catalogue of Life:
| Parallaxis | \| \| Parallaxis beata \| \| \| \| \| \| Parallaxis colorata \| \| \| \| \| \| Parallaxis donaldsoni \| \| \| \| \| \| Parallaxis guzmani \| \| \| \| \| \| Parallaxis imitans \| \| \| \| \| \| Parallaxis jalapai \| \| \| \| \| \| Parallaxis ornata \| \| \| \| \| \| Parallaxis permunda \| \| \| \| \| \| Parallaxis praenubila \| \| \| \| \| \| Parallaxis respersa \| \| \| \| \| \| Parallaxis rufula \| \| \| \| \| \| Parallaxis tessellata \| \| \| \| \| \| Parallaxis vacillans \| \| \| \| |
|            | \| \| Parallaxis beata \| \| \| \| \| \| Parallaxis colorata \| \| \| \| \| \| Parallaxis donaldsoni \| \| \| \| \| \| Parallaxis guzmani \| \| \| \| \| \| Parallaxis imitans \| \| \| \| \| \| Parallaxis jalapai \| \| \| \| \| \| Parallaxis ornata \| \| \| \| \| \| Parallaxis permunda \| \| \| \| \| \| Parallaxis praenubila \| \| \| \| \| \| Parallaxis respersa \| \| \| \| \| \| Parallaxis rufula \| \| \| \| \| \| Parallaxis tessellata \| \| \| \| \| \| Parallaxis vacillans \| \| \| \| |
|            | Parallaxis beata |
|            | |
|            | Parallaxis colorata |
|            | |
|            | Parallaxis donaldsoni |
|            | |
|            | Parallaxis guzmani |
|            | |
|            | Parallaxis imitans |
|            | |
|            | Parallaxis jalapai |
|            | |
|            | Parallaxis ornata |
|            | |
|            | Parallaxis permunda |
|            | |
|            | Parallaxis praenubila |
|            | |
|            | Parallaxis respersa |
|            | |
|            | Parallaxis rufula |
|            | |
|            | Parallaxis tessellata |
|            | |
|            | Parallaxis vacillans |
|            | |